# Yamaguchi Takashi
Takashi Yamaguchi (sinh ngày 27 tháng 11 năm 1972) là một cầu thủ bóng đá người Nhật Bản.

## Sự nghiệp câu lạc bộ
Takashi Yamaguchi đã từng chơi cho Verdy Kawasaki.